# 河津真人
河津 真人（かわづ まさひと、1983年4月28日 - ）は、ウェザーマップ所属の気象予報士。

## 人物
神奈川県出身。慶應義塾大学を卒業後、一般企業に就職。人に役立つ仕事をしたいという思いと、学生の頃から天気に興味を持っていた事から気象予報士を目指し、2010年3月に気象予報士資格を取得。

## 現在の担当番組
- Nスタ（TBSテレビ）（月曜～木曜担当、2025年3月31日 - ）

## 過去の担当番組
- e-天気.net「天気予報」（2011年）
- あさイチ（NHK総合、2011年）
- ○ごとワイド、○ごとワイド news every.しずおか、あいチャン!!（静岡第一テレビ、2012年～2014年）
- ひるおび!内JNNニュース（TBSテレビ、2015年4月～2016年3月）
- TBSニュースバード「TBSニュースバード」(2015年4月～2016年3月)
- NEWSアンサー（テレビ東京、2016年4月～2016年11月）
- Nスタ（TBSテレビ、日曜日担当 2016年4月〜2018年9月）
- あさチャン!（TBSテレビ、お天気担当 2019年4月～9月)